# Rhetorenedikt
Als Rhetorenedikt wird das am 17. Juni 362 n. Chr. vom römischen Kaiser Julian erlassene Gesetz bezeichnet, das christlichen Lehrern faktisch untersagte, an öffentlichen Schulen zu unterrichten. Es ist im Codex Theodosianus (C.Th. XIII, 3, 5) fragmentarisch festgehalten und offiziell nie außer Kraft gesetzt worden.

## Inhalt
Der Text des Edikts klingt zunächst relativ harmlos, da geregelt wird, dass die Einstellung eines Lehrers von der Curia und dem Kaiser zu beurteilen sei. Bedingung für eine Lehrerlaubnis war, dass die Aspiranten sich durch tadellose „sittliche Haltung“ auszeichneten. Die Definition dafür oblag offensichtlich dem Kaiser, denn das Edikt führt dazu nichts auf. Die Lehramtstätigkeit sollte hohes Ansehen erfahren.
Der formale Wortlaut des Ediktes war zunächst einer religiösen Parteinahme unverdächtig, denn es war weder ein Hinweis auf das Christentum noch auf Religion überhaupt enthalten. Bereits vormals griff der Kaiser in die Anstellungen von Lehrern ein, obgleich die Aufgabe den Magistraten oblag. Aus diesen Gründen sahen sich auch die christlichen Nachfolger Julians nie veranlasst, das Edikt zurückzunehmen.
Kaiser Julian konkretisierte in einem parallelen Schreiben den Zweck des Edikts, in welchem er die erwartete „sittliche Eignung“ der Lehrer- und Professorenschaft konkretisierte: korrekte und authentische Erziehungs-, Gesinnungs-- und Verhaltensansprüche, die die korrekten Anschauungen über Gut und Böse, schön und hässlich nach sich zögen, um einer Vorbildfunktion gerecht werden zu können. Für die klassischen Dichter seien die Götter der Anfang aller Kultur, also sei es widersprüchlich, wenn Lehrer die Werke der alten Schriftsteller zwar studierten, gleichzeitig aber die von ihnen verehrten Götter verachteten. Hiermit waren zweifellos die Christen gemeint. Für sie waren die alten Klassiker zwar Grundlage ihrer Bildung (paideia), den Götterglauben aber verdammten sie. Julian verlangt von keinem Lehrer, seine Gesinnung zu ändern, sondern lässt ihnen die „freie Wahl“. Entweder sie verzichten auf den Schuldienst oder sie lehren durch die Tat. Das Schreiben enthält aber kein Verbot für christliche Kinder, die Schule zu besuchen, wie lange behauptet wurde. Die Unverständigen sollten belehrt, nicht bestraft werden, schließt Julian das Schreiben. Er warnt, dass man den Christen keine Gewalt antun, sondern sie mit Argumenten überzeugen solle.
Mit diesen Ausführungsbestimmungen wandelt sich das unspektakulär wirkende Rhetorenedikt zu einem eindeutig gegen die sich im Aufschwung befindenden Christen gerichtetes Gesetz. Es war vor allem ein Angriff auf die christliche Kultur, die sich bis zum 4. Jahrhundert ausgebildet hatte und deren Grundlage die heidnischen Klassiker waren. Der innere Widerspruch zur christlichen Gegenwart blieb weitgehend unerwähnt, seit Jahrhunderten hatte man das hellenistische Weltbild der heidnischen Autoren im Sinne der jeweiligen Zeitströmung umgedeutet. Für die christlichen Rhetoren erwies sich dieses als existentielles Problem. Sie waren vor die Wahl gestellt, ihren Glauben oder ihren Beruf aufzugeben. Ein genaues Zahlenverhältnis kann man nicht angeben, aber die Zahl derer, die ihre Ämter aufgaben, waren wohl die große Mehrheit.

## Zeitgenössische Reaktionen
Das Edikt, vor allem dessen Begleitschreiben, lösten auf christlicher Seite einen Sturm der Entrüstung aus. Der Zorn der Christen wird verständlich, wenn man bedenkt, dass die gesamte höhere Bildung auf den heidnischen Klassikern beruhte. Diese wurden zwar gelehrt, sozusagen als geistige Grundlage, gleichzeitig polemisierten die christlichen Autoren gegen den dort vorzufindenden Götterglauben. Unter den vielen Stimmen, die sich gegen das Schulgesetz erhoben, war die von Gregor von Nazianz wohl die lauteste. Er machte Julian – erfüllt von leidenschaftlichem Hass – die heftigsten Vorwürfe und bediente sich dazu der übelsten Beschimpfungen. Julian sei der schlimmste und gottloseste aller Menschen und trete in die Fußstapfen des Verfolgers Herodes, des Verräters Judas und des Christusmörders Pilatus. Diese Kritik hatte hohen Anteil an der Ausbildung des negativen Julian-Bildes bei den Christen. Diese christliche Sichtweise wurde in späteren Jahrhunderten weitgehend übernommen, so dass Julian als religiöser Eiferer erschien, der die Christen ausrotten wollte, was wohl wenigstens teilweise nicht unzutreffend sein dürfte. Eine pragmatischere Reaktion seitens der Christen war, die Bibel in Verse zu bringen, um sie für den Unterricht verwendbar zu machen.
Aufgrund des Edikts traten unter anderem der Rhetor Marius Victorinus, der 355 unter Aufsehen vom Heidentum zum Christentum konvertiert war, in Rom sowie Julians Lehrer in Athen, Prohairesios, von ihren Ämtern zurück. Im letzten Fall versuchte Julian zu intervenieren und wollte für seinen Lehrer eine Ausnahme machen; dies lehnte Prohairesios jedoch enttäuscht ab.
Die Reaktion der heidnischen Autoren fiel ebenso wenig zu Julians Gunsten aus, obwohl man Gegenteiliges hätte vermuten können. Explizit geht nur Ammianus Marcellinus auf das Rhetorenedikt ein. Dabei legt er eine undogmatische Sichtweise an den Tag. Er fordert Toleranz von Heiden und Christen, da diese zum inneren Frieden im Reich führt. Er nennt es „unvereinbar mit Julians Milde“ und würde es am liebsten „mit ewigem Schweigen“ bedeckt sehen (XXII. 10, 7). An einer anderen Stelle bezeichnet er es als „zu hart“ (XXV. 4, 20). Bei anderen heidnischen Autoren lässt sich nur indirekt auf ihre Einstellung zum Edikt schließen, da sie keine direkten Äußerungen dazu machen.

## Interpretation in der Forschung
Das Rhetorenedikt war und ist auch in der Forschung bis ins 20. Jahrhundert hinein der zentrale und am deutlichsten missbilligte Zug an Julians Herrschaft. Dabei wurde bis ins 19. Jahrhundert hinein das christlich geprägte Bild vom Christenverfolger und Tyrannen Julian übernommen. Das Edikt wurde als Akt der Intoleranz gebrandmarkt, der zu nichts anderem als der Christenausrottung unternommen wurde. Die Bewertung dieses Erlasses steht im Gegensatz zur Beurteilung von Julians übriger Regierungsarbeit. Seine Reformen wurden von Zeitgenossen (teils auch christlichen) gelobt und in der neueren Forschung werden sie als konstruktive und mit innerer Logik ausgeführte Maßnahmen charakterisiert. Allerdings übten bereits Heiden wie Ammianus Marcellinus, der ansonsten Julian sehr gewogen war, Kritik am Edikt.
Erst seit kurzem wird auch das Rhetorenedikt teils anders bewertet, indem es als Teil der gesamten Reformbestrebungen gesehen und damit in einen größeren Zusammenhang gestellt wird. Hier wird der Kaiser als Utopist und Romantiker dargestellt. Julians konservative politische Vision war die politische und religiöse Wiederherstellung des Augusteischen Zeitalters. Diese hatte er mit seinen Reformen in Finanzen, Heer und Verwaltung bereits eingeleitet. Darum erscheint es nur konsequent, wenn er diese Reformen auch auf das Schulwesen ausdehnte. Es war ein Versuch, die Schulen zu ihren traditionellen Aufgaben zurückzuführen. Dieser war breit angelegt und umfasste weit mehr, als nur den christlichen Lehrern ihre Stellen wegzunehmen. Es wurden öffentliche Vorlesungen veranstaltet, Unterkünfte und Gymnasien wieder aufgebaut und neue Lehrstühle eingerichtet. 
Allerdings war die Vorstellung Julians, wieder zur Zeit vor Konstantin zurückkehren zu können, eher illusorisch. Das Edikt, an dem auch von Teilen der modernen Forschung noch Kritik geübt wird, wurde von den christlichen Kaisern jedoch nicht wieder aufgehoben, da es ihnen Zugriff auf das Bildungswesen erlaubte.